# 聖約翰斯鎮區 (北卡羅萊納州赫德福德縣)
聖約翰斯鎮區（英語：St. Johns Township）是位於美國北卡羅萊納州赫德福德縣的一個鎮區。

## 地方資料
聖約翰斯鎮區的面積為183.60平方千米，皆為陸地。根據2020年美國人口普查的數據，當地共有人口2406人，而人口密度為每平方千米13.1人。